# Josef Posipal
Josef Posipal, detto Jupp (Lugoj, 20 giugno 1927 – Amburgo, 21 febbraio 1997), è stato un calciatore romeno naturalizzato tedesco di ruolo centrocampista, campione mondiale nel 1954.

## Carriera

### Club
Nato in Romania da una famiglia tedesca-rumena, all'età i 17 anni Posipal emigrò in Germania dove iniziò a giocare al calcio con il TSV Badenstedt.
Nel 1946 passò al Linden 07 e poco dopo all'Arminia Hannover, per poi trasferirsi nel 1949 all'Amburgo, dove chiuse la carriera nel 1959.

### Nazionale
Posipal conta 32 presenze e un gol con la Nazionale tedesca occidentale, con cui esordì il 17 giugno 1951 contro la Turchia (1-2). Realizzò l'unico gol in Nazionale il 17 ottobre 1951 contro l'Irlanda, segnando dopo 9 minuti la rete prima rete della partita (3-2 per gli irlandesi il risultato finale).
Fece parte della selezione che vinse i Mondiali nel 1954, dove disputò 5 delle 6 partite giocate dalla Germania Ovest, compresa la vittoriosa finale contro l'Ungheria.

## Scomparsa
Posipal muore nel 1997 e viene sepolto nel cimitero vecchio di Niendorf.

## Palmarès

### Nazionale
- Campionato mondiale: 1

Svizzera 1954